# Schwarzes Meer
Koordinaten: 43° 17′ 0″ N, 34° 1′ 0″ O
Das Schwarze Meer ist ein zwischen Südosteuropa, Osteuropa und Vorderasien gelegenes Binnenmeer, das über den Bosporus und die Dardanellen mit dem östlichen Mittelmeer verbunden ist. Es ist bis 2212 m tief und hat (ohne das Asowsche Meer) eine Fläche von etwa 436.400 km². Das Volumen des Schwarzen Meeres beträgt 547.000 km³. Die durchschnittliche Wassertiefe beträgt 1253 Meter.

## Etymologie

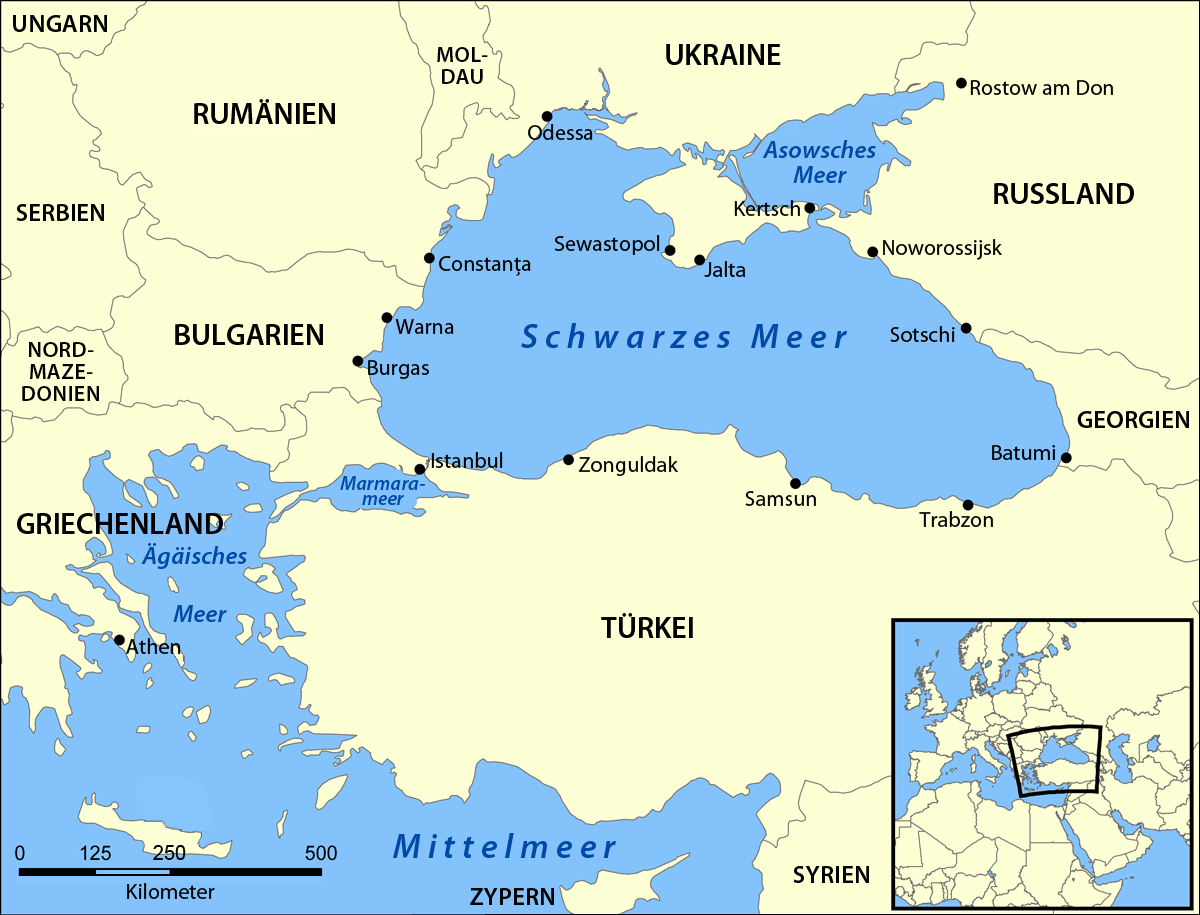
Anrainer-Staaten des Schwarzen Meeres

Es gibt zwei Erklärungen zur Herleitung des Namens Schwarzes Meer: Die erste Deutung bezieht sich konkret auf die Beobachtung einer schwarzen Färbung des Wassers, die vor allem im Sediment sichtbar ist. Dies geht auf sulfatreduzierende (sulfidogene) Bakterien zurück, die durch ihre chemische Aktivität Schwefelwasserstoff aus Sulfat bilden. Der Schwefelwasserstoff bildet zusammen mit Eisenionen Eisensulfide, welche schwärzlich gefärbt sind. Analog lässt sich der Name des Roten Meeres vielleicht aus den dort vorkommenden Rotalgen ableiten.
Eine zweite, historische Deutung führt den Namen hingegen auf ein in der Antike übliches System zurück, das die Himmelsrichtungen symbolisch durch Farbwörter bezeichnete, wobei „schwarz“ für den Norden stand, so wie die Bezeichnung des Südens „rot“ war. Sprecher, die dieses System verwendet haben, hätten also südlich des Schwarzen und nördlich des Roten Meeres wohnen müssen, um diesen die entsprechenden Namen zu geben. Dies trifft allerdings nicht auf die Skythen zu, denen der Ausdruck oft zugeschrieben wurde. Da die Bezeichnung *Axšaina („schwarz“) ebenso wie der entsprechende Name des Roten Meeres zuerst während der Zeit der Achaimeniden benutzt wurde, ist es vielmehr naheliegend, stattdessen den Persern die ursprüngliche Namensgebung dieser Meere zuzusprechen.
Im Altgriechischen wurde der persische Ausdruck *Axšaina offenbar zu Πόντος Ἄξε(ι)νος Póntos Áxe(i)nos, „ungastliches Meer“. Später erfolgte dann eine euphemistische Umwandlung von „ungastlich“ zu Πόντος Εὔξεινος Pontos Euxeinos, „Gastliches Meer“. Die Bezeichnung Πόντος Μέλας Póntos Mélas, „Schwarzes Meer“, war den Griechen jedoch ebenfalls bekannt. Wahrscheinlich erhielt die Bezeichnung durch Übersetzungen des griechischen Begriffes Einzug nach Europa. Auch die Türken übernahmen diese Namensgebung (kara „schwarz“, deniz „Meer“). Im Mittelalter waren zudem auch die Bezeichnungen Chasarisches Meer, Russisches Meer und Skythisches Meer üblich.
Vom griechischen Begriff leitet sich auch das Adjektiv pontisch ab, das „zum Schwarzen Meer gehörig“ bedeutet.
In den Sprachen früherer und jetziger Anrainer trägt das Schwarze Meer folgende Bezeichnungen: adygeisch Хы ШӀуцӀ, altgriechisch Πόντος Εὔξεινος Pontos Euxeinos (neugriechisch Εύξεινος Πόντος Evxinos Pontos und, bevorzugt, Μαύρη Θάλασσα Mavri Thalassa), lateinisch Pontus Euxinus ‚gastfreundliches Meer‘, bulgarisch Черно море Tscherno more, georgisch შავი ზღვა Schawi sghwa, lasisch/megrelisch Uça zuğa bzw. უჩა ზუღა Utscha sugha, rumänisch Marea Neagră, russisch Чёрное море Tschornoje morje, türkisch Karadeniz, ukrainisch Чорне море Tschorne more.

## Geographie

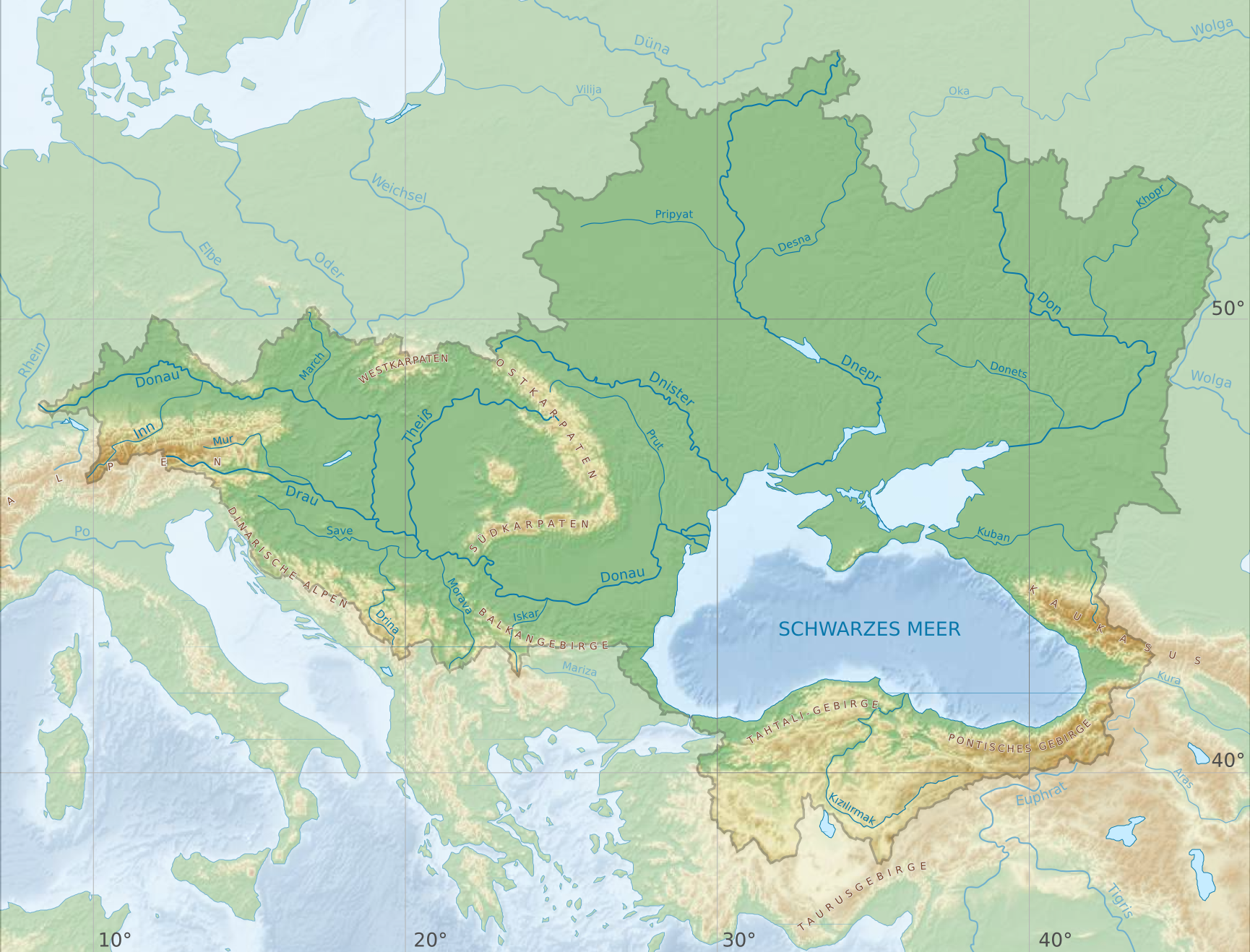
Einzugsgebiet des Schwarzen Meeres

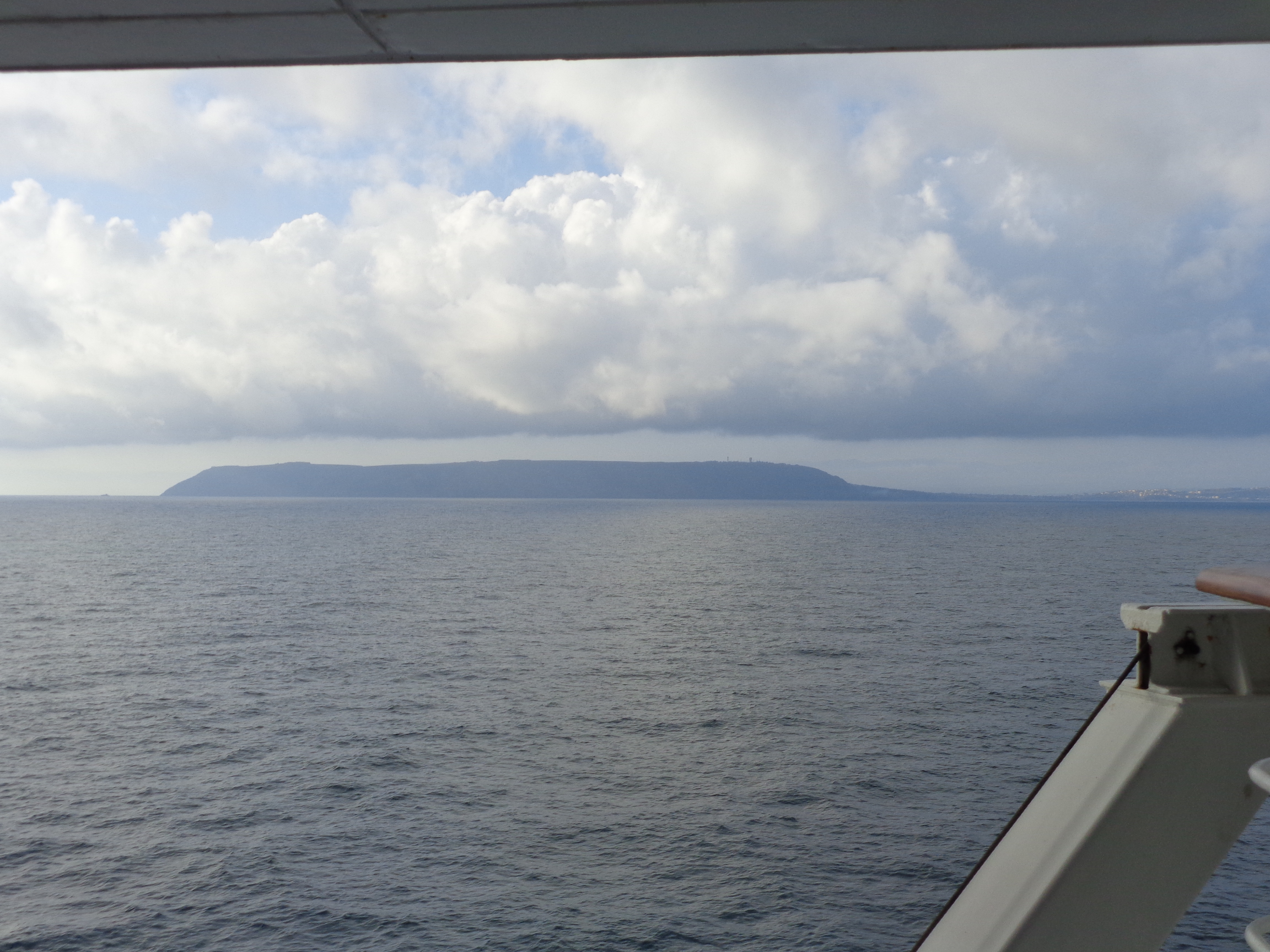
İnceburun, der nördlichste Punkt der türkischen Schwarzmeerküste

Das Schwarze Meer liegt auf der westlichen innereurasischen Grenze zwischen Kleinasien/dem Kaukasus und Südosteuropa/Osteuropa. Die Anrainerstaaten sind im Uhrzeigersinn die Ukraine, Russland, Georgien, Türkei, Bulgarien und Rumänien.
Die Türkei hat eine Küstenlinie am Schwarzen Meer von 1700 km Länge, die kürzeste Küstenlinie hat Rumänien mit 256 km. Die Ukraine (mit der Halbinsel Krim) hat mit 1756 km die längste Küste aller Anrainerstaaten.

### Wasserstraßen
Über den Bosporus zum Marmarameer besteht eine Verbindung vom Schwarzen Meer zum Mittelmeer und über die Straße von Kertsch eine weitere zum Asowschen Meer. Iwan Budischtschew (vor 1780 – um 1827) erstellte eine erste Seekarte.
Wasserstraßen verbinden das Schwarze Meer über den Don und den Wolga-Don-Kanal zur Wolga, zum Kaspischen Meer, zur Ostsee und zum Weißen Meer sowie über die Donau und den Main-Donau-Kanal zur Nordsee.
Allerdings ist der Kanal auf Grund seiner geringen Tiefe von knapp 3,5 m nur für kleine Schiffe bis etwa 5000 BRT, nicht aber für größere Frachtschiffe oder Fregatten nutzbar.

### Flüsse
Im Uhrzeigersinn beginnend vom Bosporus, ins Schwarze Meer fließende erwähnenswerte Flüsse sind:
- Ropotamo (48 km, 1 m³/s)
- Kamtschija (191 km, 26 m³/s)
- Donau (2850 km, 6500 m³/s)
- Dnister (1362 km, 310 m³/s)
- Südlicher Bug (806 km, 110 m³/s)
- Dnepr (2200 km, 1670 m³/s)
- Kuban (870 km, 430 m³/s)
- Jeja (311 km)
- Mius (258 km)
- Don (1870 km, 1000 m³/s)
- Enguri (213 km, 170 m³/s)
- Rioni (327 km, 400 m³/s)
- Tschorochi (438 km, 280 m³/s)
- Yeşilırmak (420 km, 120 m³/s)
- Kızılırmak (1355 km, 130 m³/s)
- Sakarya (824 km, 190 m³/s)

### Küste

Der westlichste Punkt mit den Burgas-Seen

Die Gliederung der Küste hängt von Steilheit des küstennahen Meeres ab.
So ist die Küste vor allem im steileren südlichen, östlichen und nordöstlichen Teil nur schwach gegliedert. In flacheren westlichen und nordwestlichen Teil (zwischen Constanța und Tschornomorske ist die 25-m-Tiefenlinie zwischen 10 und 50 km von der Küste entfernt) ist die Herausbildung von Limanen im Mündungsbereich von Dnepr, Bug, Dnister und einigen kleineren Flüssen zu verzeichnen (an der Ostsee heißen die gleichen Strukturen Haff).
Südwestlich von Odessa befinden sich folgende Limane:
- Dnister-Liman (650 km²)
- Alibej-Lagune (110 km²)
- Shahany-Lagune (70 km²)
- Sassyksee (205 km²)

Nördlich von Constanța schließen sich in einigem Abstand an:
- Razim-See (425 km²)
- Golowiza-See (80 km²)
- Smeika-See (47 km²)
- Sinoe-See (150 km²)

### Inseln und Halbinseln
Das Schwarze Meer ist arm an Inseln und Inselgruppen. Einzelne kleine Inseln und Eilande sind unter anderem der türkischen und bulgarischen Küste vorgelagert, andere befinden sich im Mündungsgebiet der größeren Zuflüsse (Donau, Dnjepr). Die zahlenmäßig größte Inselgruppe befindet sich in der Bucht von Burgas.
Die Halbinsel Krim und die ihr gegenüber liegende Taman-Halbinsel trennen das Schwarze Meer vom Asowschen Meer.
Im Uhrzeigersinn beginnend vom Bosporus, erwähnenswerte Halbinseln und Inseln sind:
- St. Toma (0,012 km²)
- Skamnij (0,20 km² Halbinsel, Altstadt von Sozopol)
- St. Kirik i Julita (0,08 km²)
- St. Petar (0,015 km²)
- St. Iwan (0,66 km²)
- St. Anastasia (0,01 km²)
- Pomorie (2,0 km² Halbinsel, Altstadt von Pomorie)
- Nessebar (3,2 km² Halbinsel, Altstadt von Nessebar, Weltkulturerbe)
- Schlangeninsel (0,17 km²)
- Beresan (0,2 km²)
- Perwomaiski (0,074 km²)
- Tendra-Landzunge (20 km², ukr. Тендрівська коса/Tendriwska kosa)
- „Lange Insel“ in der Jahorlyzkyj-Bucht (4 km²,
   ukr. Довгий острів/Dowhyj ostriw,  russ. Долгий Остров/Dolgi ostrow)
- Dscharylhatsch (56 km²)
- Krim (26844 km² Halbinsel, von Russland besetzt)
- Tusla (3,5 km², von Russland besetzt)
- Kertsch (3027 km² Halbinsel, von Russland besetzt)
- Taman-Halbinsel (1500 km²)
- Giresun Adası (0,036 km²)
- Kefken Adası (0,1 km²)
- Kocaeli (3300 km² Halbinsel,
   zwischen Schwarzem Meer, Bosporus und Marmarameer)

### Binnenmeer
Das Asowsche Meer ist ein Nebenmeer des Schwarzen Meeres, mit dem es durch die Straße von Kertsch verbunden ist.

### Größte Bucht
Die größte Bucht des Schwarzen Meers ist die Bucht von Burgas (Bulgarien). Sie erstreckt sich an der Westküste von Kap Emine (bulgarisch Емине) im Norden bis Kap Maslen Nos (bulgarisch Маслен нос) im Süden. Der westlichste Punkt des Meeres befindet sich ebenfalls in der Bucht von Burgas und liegt sehr nahe der Stadt Burgas.

## Geologische Schwankungen

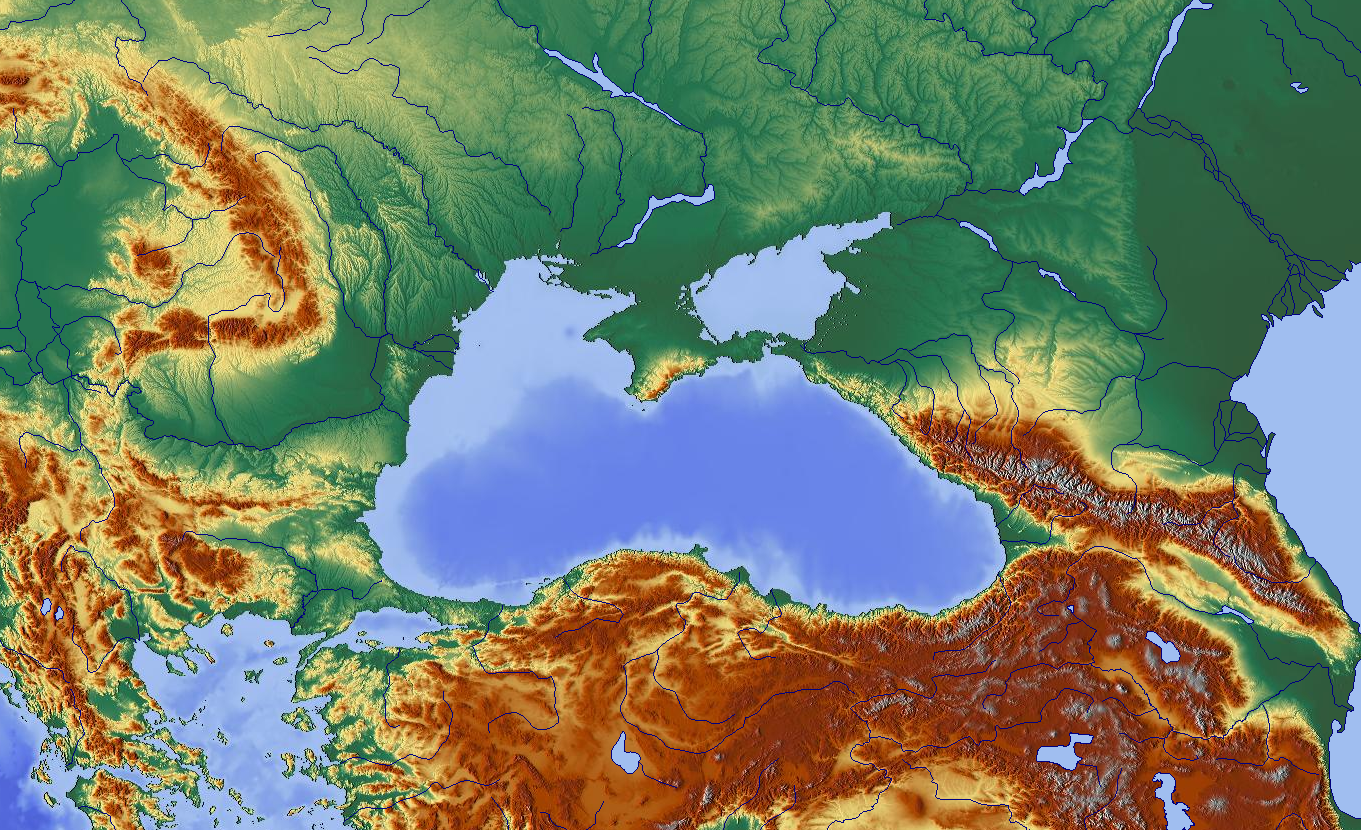
Topografische Karte der Schwarzmeerregion

Das Schwarze Meer bildete sich als ein Relikt des erdgeschichtlichen Randmeeres der Paratethys vor 35 Mio. Jahren, aus dem auch das Kaspische Meer und der Aralsee hervorgingen. Eine bewegte Zeit mit tiefgreifenden Veränderungen folgte, als vor etwa 11,5 Mio. Jahren auf dem Gebiet des Schwarzen Meeres der brackige Pannon-See entstand und etwa vor 7 Mio. Jahren der fast süßwasserhaltige Pontische See.
Bis zum zweiten Kältemaximum der letzten Eiszeit (in Mitteleuropa Weichseleiszeit) vor etwa 20.000 Jahren war das Klima kalt und trocken, und viel Süßwasser war in den Gletschern der nordischen Inlandvereisung gebunden. Der Meeresspiegel lag bedeutend tiefer, zeitweilig war das gesamte Becken trockengefallen.
Vor etwa 17.000 Jahren stiegen die Temperaturen an. Das abschmelzende Gletschereis setzte große Mengen von Süßwasser frei, das durch die bereits bestehenden Flusssysteme von Donau, Dnepr und Don in das Becken des Binnenmeeres abfloss. Zu Beginn des Holozäns lag der Meeresspiegel noch deutlich unter dem des Mittelmeeres. Infolge des permanenten nacheiszeitlichen Vorrückens (Transgression) der Weltmeere stieg der Pegel des Mittelmeeres bis zu dem Punkt, an dem – nach bisheriger Theorie – ein Durchbruch durch den Bosporus in das Schwarze Meer entstand. Die daraus entstandene Flutwelle wird bisweilen auch als die in der Bibel beschriebene Sintflut interpretiert.
Zeitpunkt und Intensität dieses unbestrittenen Flutungsereignisses sind seit den 1990er Jahren Gegenstand einer wissenschaftlichen Kontroverse. William Ryan und Walter C. Pitman nahmen in einer 1997 publizierten Untersuchung an, dass dieser Einbruch 5500 v. Chr. in kataklystischer Weise stattfand und mit einer Wasserspiegelanhebung von mehr als hundert Metern in kurzer Zeit einherging. Archäologische Funde auf dem Grund des Schwarzen Meeres deuteten zudem auf ein schnelles Verlassen von Siedlungen am zuvor dicht besiedelten Ufergebiet hin. Gräben und Auswaschungen am Boden des Schwarzen Meers passten zu einer vom Schweizer Wissenschaftler Mark Siddall erstellten Computer-Simulation einer gewaltigen Überflutung, die von der Presse mehr oder weniger direkt als Sintflut dargestellt wurde. Allerdings gab das Computermodell nicht die 150 Tage des biblischen Zeitraums an, sondern wies 33 Jahre für einen Anstieg um hundert Meter aus.
Eine Untersuchung der Schlamm-Ablagerungen im Donaudelta durch Mitarbeiter der Woods Hole Oceanographic Institution spricht dagegen für einen Überlauf bereits etwa 7500 v. Chr. Dass die Verschlammung des Schwarzen Meeres einmal zu dessen Verschwinden führen dürfte, diskutiert der Historiker Polybios ausführlich in seinem Geschichtswerk (Buch IV.39–42). Die Sapropele des Donaudeltas bieten dafür ein ideales Archiv, da sich die Ablagerungen während des Holozäns stetig akkumuliert und ins Meer vorgeschoben haben. Der Eintrag von Salzwasser aus dem Mittelmeer ist vor allem durch die plötzliche Einlagerung von salzwasserbewohnenden Mollusken belegt. Der Meeresspiegel stieg mit dem Flutungsereignis innerhalb von Jahrzehnten lokal um fünf Meter an, also bedeutend weniger als von Ryan und Pitman für ihre Katastrophentheorie zugrunde gelegt. Durch diese 2009 in der geowissenschaftlichen Fachzeitschrift Quaternary Science Reviews publizierte Untersuchung wurde die von William Ryan und Walter Pitman vertretene sintflutartige Dramatik des Überflutungsereignisses entkräftet.
Der Bosporus stellt seitdem die Verbindung zum Marmarameer dar. Er hat eine Breite von 760 bis 3600 Metern und ist an seiner flachsten Stelle lediglich 32 bis 35 Meter tief.

## Eigenschaften des Meeres

### Salzgehalt
Das Wasser hat in der oberen Schicht einen (relativ niedrigen) Salzgehalt von etwa 17 Promille. In den tieferen Schichten des Meeres, unterhalb etwa 150 Metern, ist der Salzgehalt wesentlich höher. Der salinare Zufluss aus dem Mittelmeer (38–39 Promille) beträgt etwa 300 km³ je Jahr und der Oberflächenabfluss von weniger salzigem Wasser aus dem Schwarzen Meer etwa 600 km³ je Jahr.

### Sauerstoffgehalt
Das salzarme Oberflächenwasser des Schwarzen Meeres liegt wie ein Deckel auf dem dichteren, salzhaltigeren Tiefenwasser. Es herrscht somit eine stabile Schichtung mit nur unbedeutendem vertikalen Austausch. Da somit kein Sauerstoff in die Tiefe gelangt, sind weite Bereiche des Tiefwassers des Schwarzen Meeres anoxisch, also frei von ungebundenem Sauerstoff. Das Schwarze Meer ist sogar das größte anoxische Meeresbecken der Erde. Das hat zur Folge, dass in den tieferen Bereichen des Meeres keine Organismen existieren können, die einen auf Sauerstoffatmung basierenden Stoffwechsel betreiben. Stattdessen werden andere Stoffe wie Sulfat als finales Oxidationsmittel verwendet, wodurch Schwefelwasserstoff entsteht. Der Schwefelwasserstoff bildet zusammen mit zweiwertigen Eisenionen Eisensulfide (im Wesentlichen FeS, sowie FeS2 als Pyrit oder Markasit). Konsequenz aus der Sauerstoffarmut ist, dass organische Abfälle (abgestorbene Pflanzen, Tiere usw.) nicht – wie an der Luft oder im sauerstoffreichen Wasser – vollständig zu Kohlenstoffdioxid und Wasser oxidiert werden. Es erfolgt vielmehr ein unvollständiger Abbau und am Boden sammeln sich die Überreste. Manche Geologen und Meereschemiker nehmen an, dass die Vorgänge im Schwarzen Meer denjenigen gleichen, die in vergangenen Erdzeitaltern bei der Entstehung von Erdöl bzw. Ölschiefer abliefen. Sie sprechen von euxinischen Verhältnissen. Mit anderen Worten: Aus den Fäulnisüberresten am Boden des Schwarzen Meeres könnte einmal Erdöl bzw. Ölschiefer entstehen.

### Methan und Methanhydrate
Im anoxischen Bereich des Schwarzen Meeres entstehen zudem große Mengen Methan durch den anaeroben Abbau organischen Materials. Zusätzlich emittieren auch unterseeische Schlammvulkane Methan. Das Schwarze Meer ist zugleich das Gewässer mit der höchsten Konzentration von Methanhydraten. In bestimmten Küstenabschnitten im Osten des Schwarzen Meeres dringt so viel Methan nach oben, dass es an der Luft zeitweise zu brennen beginnt.

## Ökologie

### Unterwasserwelt

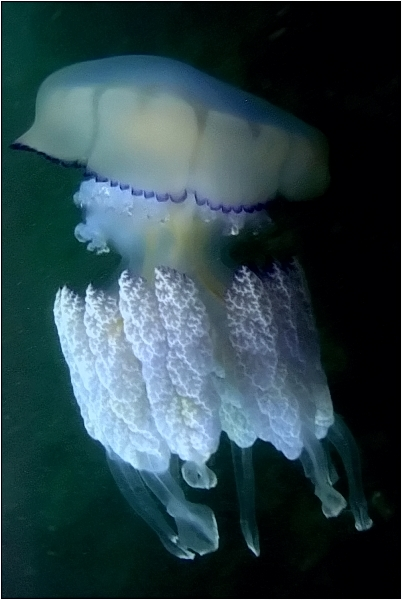
Lungenqualle  (nesseln!) (Rhizostoma pulmo)
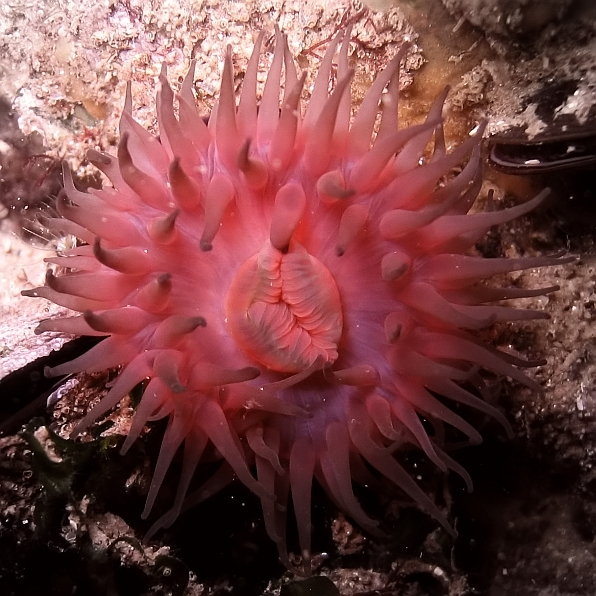
Pferdeaktinie in Rot 1) (Actinia equina)
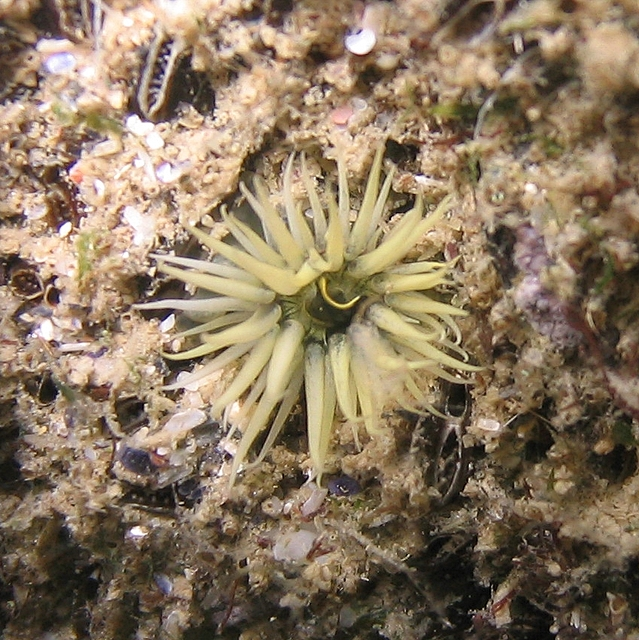
Pferdeaktinie in Beige (Actinia equina)
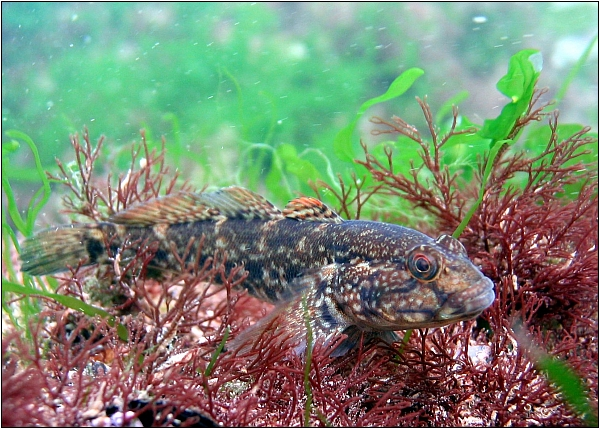
(Pinchuk-)Grundel 2) (Ponticola cephalargoides)
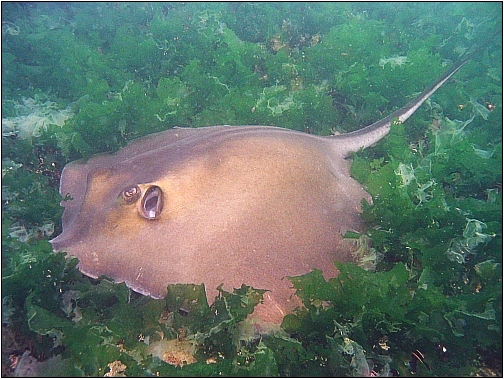
Gewöhnlicher Stechrochen (Dasyatis pastinaca)
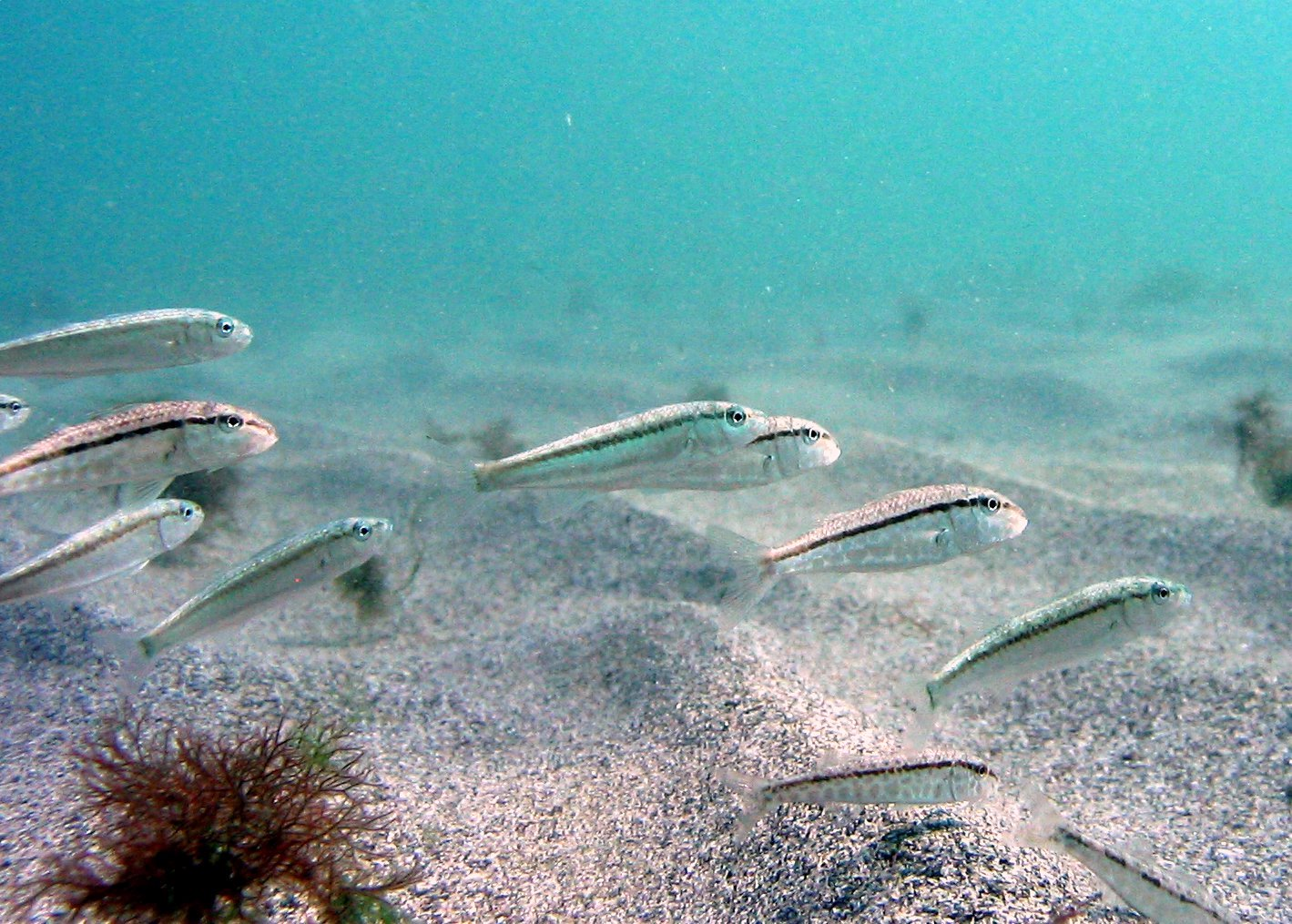
Fischschwarm aus Barben (Mullus barbatus ponticus)
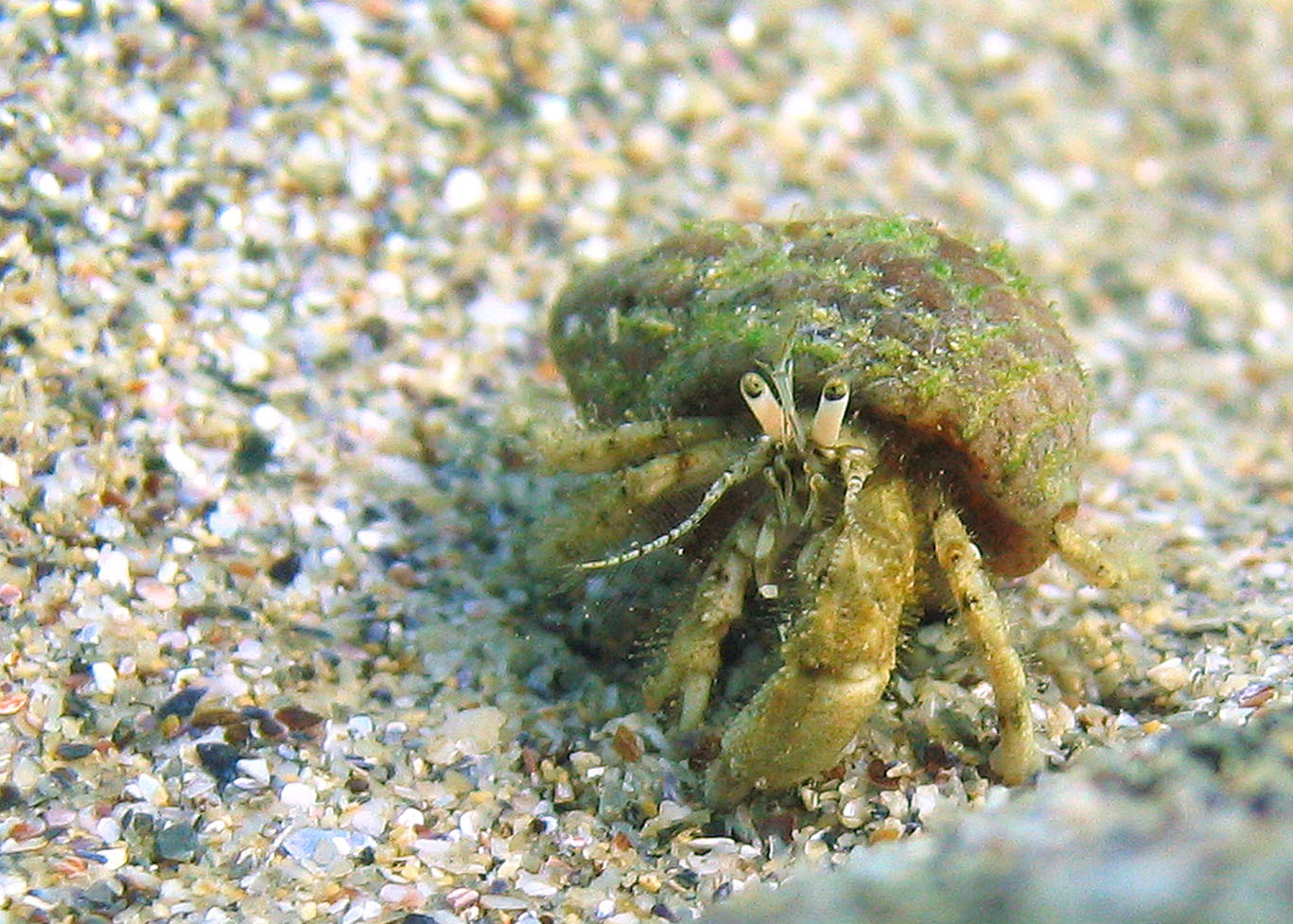
Einsiedlerkrebs (Diogenes pugilator)
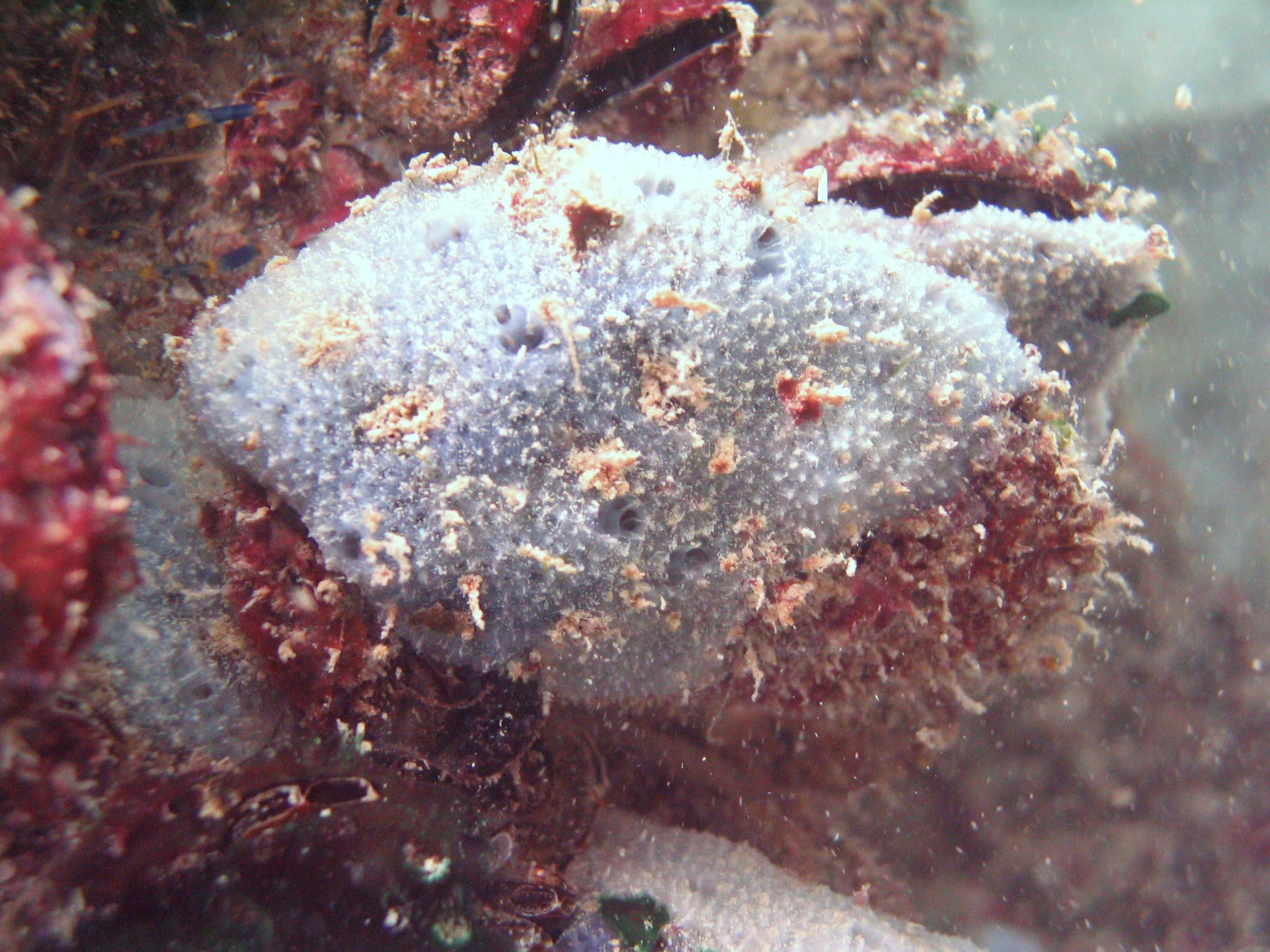
Schwamm

1) gibt es in unterschiedlichen Farben von intensiv-rot bis blass-beige
2) haben offiziell keine deutsche Bezeichnung, entdeckt von Vitaly Iustinovich Pinchuk (1976)

### Umweltverschmutzung und Meeresschutz
Der größte Anteil an Umweltverschmutzung verursachenden Substanzen gelangt über die Donau und ihr Einzugsgebiet in das Schwarze Meer: Unter anderem transportiert sie hochgerechnet wohl rund 4,2 Tonnen Plastikmüll täglich in das Schwarze Meer.
Für den Meeresschutz und die Befischung des Schwarzen Meeres wurde 1996 das ACCOBAMS („Agreement on the Conservation of Cetaceans of the Black Sea, Mediterranean Sea and Contiguous Atlantic Area“) unterzeichnet. Es regelt den Schutz der Delphine und Wale (Cetacea). Besonders bedroht sind hier die Großen Tümmler.
1992 wurde in Bukarest das Übereinkommen über den Schutz des Schwarzen Meeres vor Verschmutzung verabschiedet.

## Wirtschaftsraum

### Antike Handelsbeziehungen

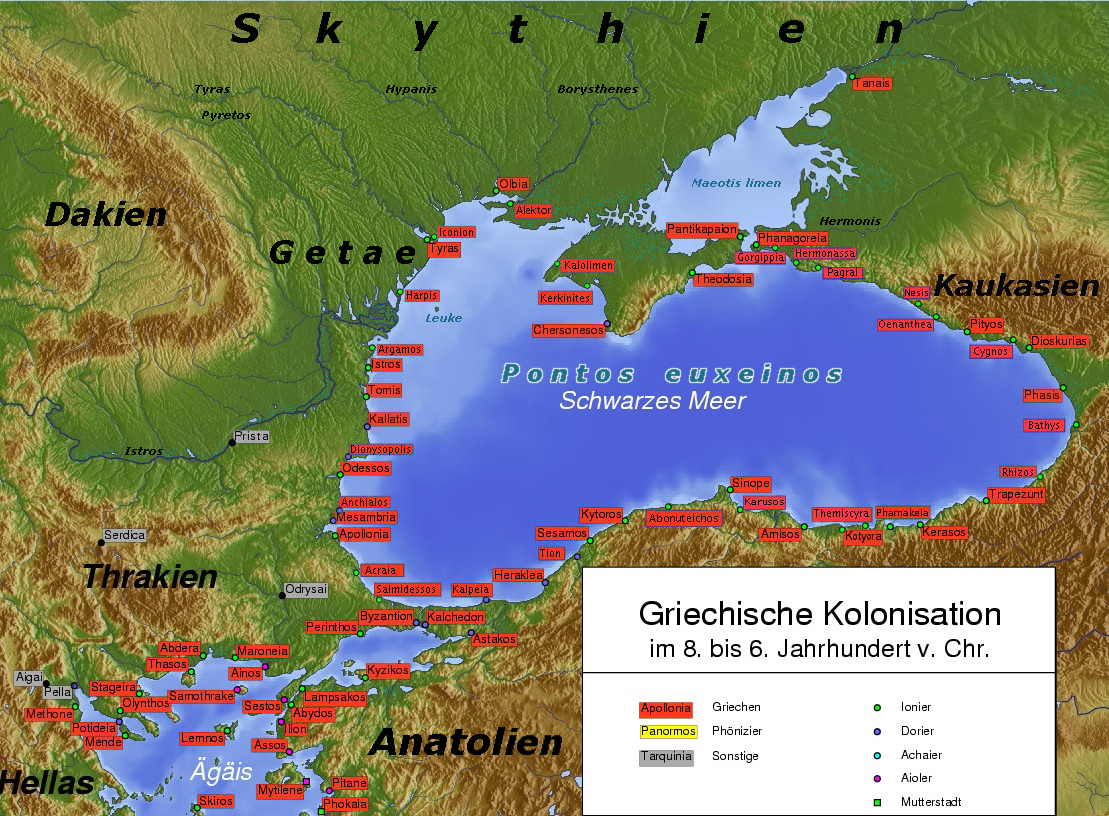
Griechische Kolonien am Schwarzen Meer

Im Verlauf der Griechischen Kolonisation entstanden an der Küste des Schwarzen Meeres mehrere Kolonien, sogenannte Poleis, die untereinander und mit den anderen Völkern in Küstennähe sowie mit der übrigen antiken Welt im Mittelmeer Handel trieben. Für die Handelsbeziehungen zwischen Griechen und einheimischen Thrakern, aber auch möglicherweise innerhalb der Poleis selbst existierten seit dem späten 6. Jahrhundert vor Chr. als Form des allgemeinen Äquivalents im Handelsaustausch gegossene bronzene Pfeilspitzen, die laut Manfred Oppermann und Iwan Karajotow ihrem Charakter nach als Kleinbarren zu interpretieren sind.
Dieses Pfeilgeld war keineswegs nur auf den Westpontos beschränkt, sondern auch im Bereich von Olbia und Sinope weiter östlich in Gebrauch gewesen. Wie Funde beweisen, war Histria ein wichtiges Herstellungszentrum dieser Barren, doch ist es nicht ausgeschlossen, dass damals selbst Orgame eine eigene Produktion besaß, da sich ebenfalls in der Umgebung eine beachtliche Konzentration abzeichnet, was auf Handelsaustausch mit der dortigen getischen Bevölkerung hindeutet. Im Süden hatte Apollonia derartige prämonetäre Pfeile erzeugt. Möglicherweise war sogar Antheia ein solcher Herstellungsort sowie im Bereich des Westpontos auch Odessos und Tomis.

### Genueser und Venetianischer Handel

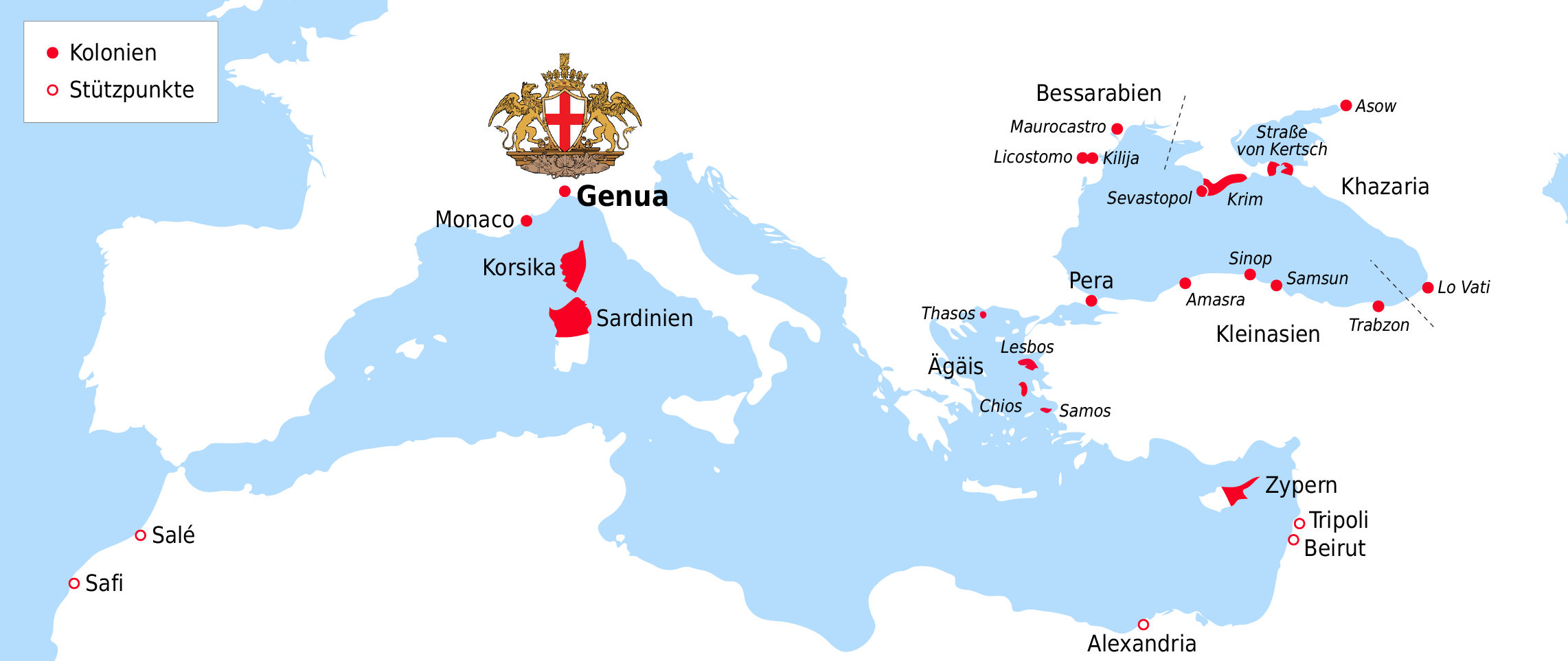
Kolonien und Stützpunkte Genuas

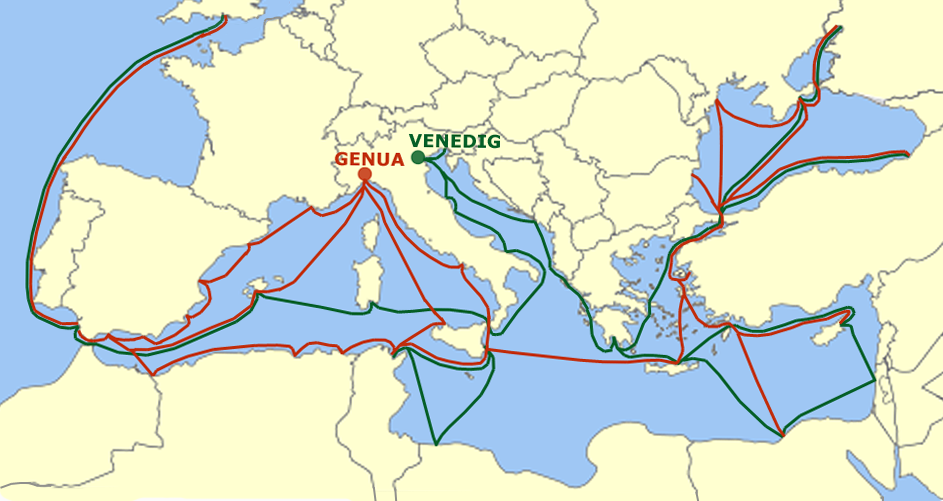
Handelswege Venedigs und Genuas

Im Gebiet des Schwarzen Meeres kann von regelrechten Kolonien, die weitgehend von Venedig dominiert wurden, erst im letzten Drittel des 13. Jahrhunderts die Rede sein. Beim Zugang dorthin spielte Getreide, vor allem Weizen, mit dem Venedig und Genua zeitweise ganz Oberitalien versorgten, eine zentrale Rolle. Nach der Aufteilung des Byzantinischen Reiches im Vierten Kreuzzug 1204 waren wichtige Hafenstädte zunächst an den Rivalen Venedig gefallen, mittels eines Bündnisses mit dem um Restauration bemühten Kaiserreich Nikaia setzte sich dann jedoch wieder Genua durch. Nach dem Abkommen von Nymphaion 1261 setzten sich die Genuesen vor allem auf der Halbinsel Krim und am Asowschen Meer fest. Doch gründeten sie auf der Grundlage des Abkommens Niederlassungen rund um das Schwarze Meer, so unter anderem in Trapezunt, Amastri, Simisso, Vicina im Donaudelta, Kilia, Caffa, Cetatea Albă, Tana an der Donmündung.
Die bedeutendste und erste genueser Kolonie im Schwarzmeerraum, Pera bei Konstantinopel, nahm eine Sonderstellung ein und blieb bis zum Fall Konstantinopels 1453 ein wichtiger und konstanter Stützpunkt des genueser Handels. Für den übrigen Schwarzmeerraum wurde Caffa auf der Krim zur Hauptkolonie. Von dort kam wohl im Zuge der Kämpfe mit den Mongolen der Goldenen Horde 1348 der Schwarze Tod, die Pest, nach Europa.

### Heutige Beziehungen

Ausschließliche Wirtschaftszonen der Schwarzmeeranrainerstaaten

Die sechs Anrainerstaaten des Schwarzen Meeres – (vom Süden an im Uhrzeigersinn:) Türkei, Bulgarien, Rumänien, die Ukraine, Russland und Georgien – haben sich 1992 mit Albanien, Armenien, Aserbaidschan, Griechenland, Serbien und der Republik Moldau zu einer Schwarzmeer-Wirtschaftskooperation zusammengeschlossen. Sie soll die wirtschaftliche Entwicklung der Region fördern. So sollen ein neuer Autobahnring und ein Stromverbund alle Schwarzmeeranrainer verbinden. Zwölf Mitgliedsstaaten beschlossen das Jahrhundertprojekt 2007 auf der Jubiläumskonferenz der Schwarzmeer-Kooperation. Für Russland unterzeichnete der russische Präsident Medwedew die Absichtserklärung zum Bau der Ring-Autobahn im Dezember 2010.

#### Schifffahrt

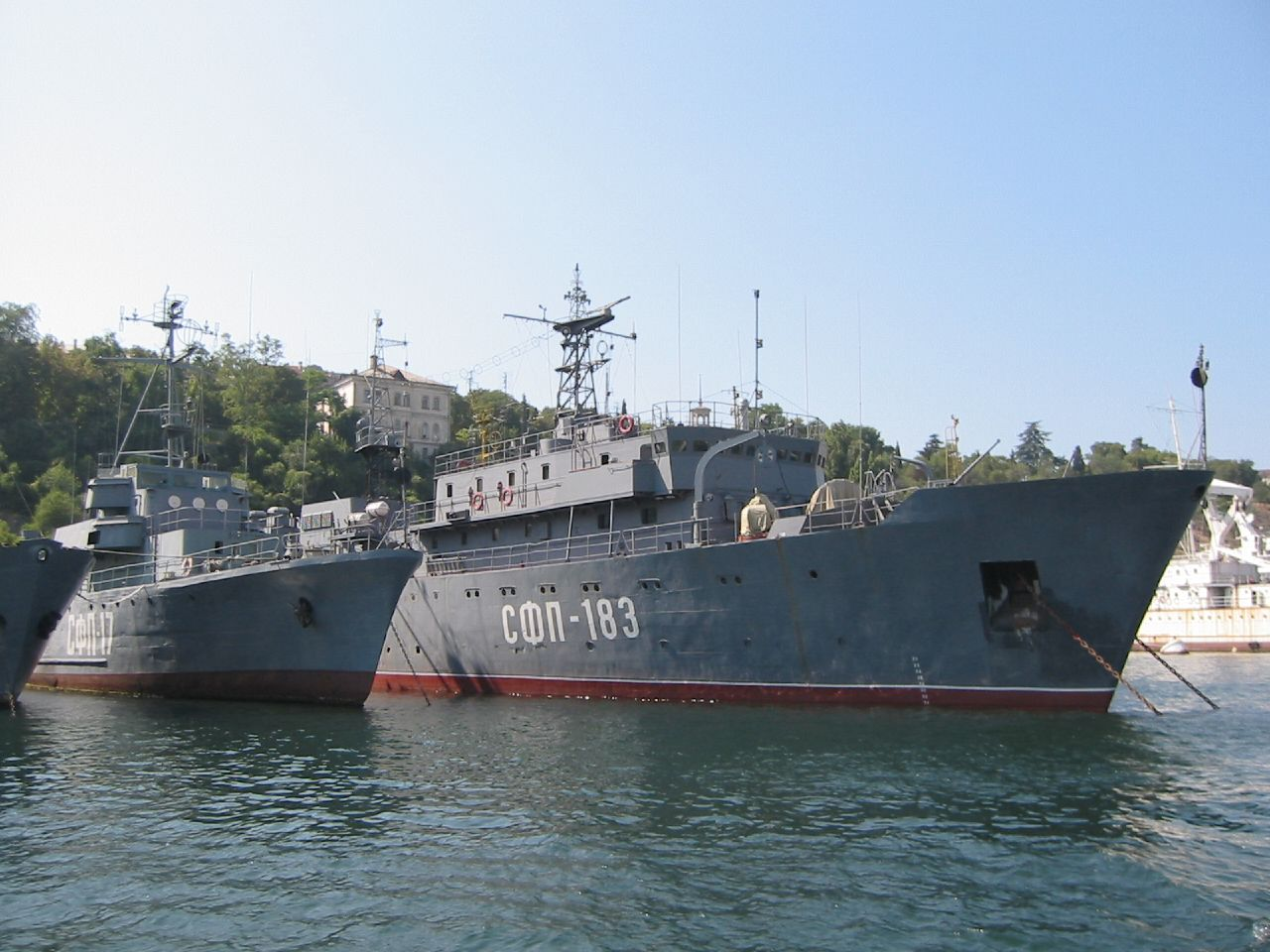
Russische Kriegsschiffe auf der Krim (2005)

Anfang der 1840er Jahre vereinbarten die Erste Donau-Dampfschiffahrts-Gesellschaft (DDSG) und der Österreichische Lloyd eine wöchentliche Verbindung von den Donauhäfen an das Schwarze Meer. Von dort aus betrieb der Österreichische Lloyd Linien in den Mittelmeerraum und von dort aus ab Eröffnung des Suezkanals auch bis in den Nahen Osten und nach Asien. Wöchentliche Verbindungen von Istanbul nach Brăila, Odessa, Mykolajiw sowie Batumi wurden angeboten. Vor dem Ersten Weltkrieg bot die in St. Petersburg und Odessa ansässige Russische Handels- und Dampfschiffahrts-Gesellschaft (ROPiT) Passagierfahrten an. Für die Saison 1907 belegt sind z. B. wöchentliche Dienste auf den Seerouten Konstantinopel-Smyrna-Piräus-Alexandria, Konstantinopel-Odessa – alle vierzehn Tage wurden zusätzlich die bulgarischen Häfen Burgas und Varna angelaufen – und Konstantinopel-Sewastopol. Bis 1914 betrieb die ROPiT dann eine direkte Linie von Odessa über Konstantinopel bis Alexandria sowie eine Rundlinie und eine Makedonische Linie dorthin. Auch reine Schwarzmeerkurse (Bulgarisch-Anatolische und Anatolische Linie) wurden angeboten.
Während für Handelsschiffe eine freie Passage über das Mittelmeer möglich ist, ist für Kriegsschiffe die Zufahrt in das Schwarze Meer sowie der Aufenthalt von Schiffen, die nicht zu Anrainerstaaten des Schwarzen Meeres gehören, über den Vertrag von Montreux reglementiert.

#### Pipelines
Die Erdgas-Pipeline Blauer Strom verläuft im östlichen Teil des Schwarzen Meeres von der russischen Küste am Meeresboden bis zur türkischen Küste. Pläne und Arbeiten an der South Stream, die Russland mit Bulgarien unter dem Meer verbinden sollte, wurden im Dezember 2014 nicht weitergeführt.

## Städte

### Hafenstädte
- Burgas
- Warna

- Sulina
- Constanța
- Mangalia

- Cherson
- Mykolajiw
- Skadowsk
- Sewastopol
- Odessa
- Piwdenne
- Kertsch

- Noworossijsk
- Sotschi

- Batumi
- Poti
- Sochumi

- Giresun
- Ordu
- Samsun
- Sinop
- Trabzon
- Zonguldak

### Bade- und Kurorte
- Achtopol
- Albena
- Burgas
- Djuni
- Nessebar
- Obsor
- Pomorie
- Primorsko
- Sosopol
- Warna
- Zarewo
- Sweti Wlas
- Sonnenstrand
- Sinemorez
- Goldstrand

- Constanța
- Saturn
- Vama Veche
- Venus
- 2 Mai
- Mamaia
- Mangalia
- Năvodari
- Neptun
- Jupiter
- Olimp
- Eforie
  - Eforie Nord
  - Eforie Sud

- Jalta
- Odessa
- Skadowsk

- Anapa
- Gelendschik
- Sotschi

- Batumi
- Kobuleti

- Amasra
- Şile
- Sinop
- Trabzon
- Zonguldak